# Kisaura longispina
Kisaura longispina är en nattsländeart som först beskrevs av Douglas E. Kimmins 1955.  Kisaura longispina ingår i släktet Kisaura och familjen stengömmenattsländor. Inga underarter finns listade i Catalogue of Life.